# Madame Bovary (1991)
Madame Bovary is een Franse dramafilm uit 1991 onder regie van Claude Chabrol. Het scenario is gebaseerd op de gelijknamige roman uit 1856 van de Franse auteur Gustave Flaubert.

## Verhaal
Emma Rouault droomt van een romantisch leven in de stad. Ze trouwt met de plattelandsarts Charles Bovary, maar hij geeft haar niet het leven waar ze naar verlangt. Uit verveling begint ze een reeks romances, maar daardoor komt ze steeds verder van haar dromen. Ze verliest langzamerhand de voeling met de werkelijkheid.

## Rolverdeling
| Acteur               | Personage         |
| -------------------- | ----------------- |
| Isabelle Huppert     | Emma Bovary       |
| Jean-François Balmer | Charles Bovary    |
| Jean Yanne           | Monsieur Homais   |
| Christophe Malavoy   | Rodolphe          |
| Lucas Belvaux        | Léon              |
| Christiane Minazzoli | Weduwe Lefançois  |
| Jean-Louis Maury     | Lheureux          |
| Marie Mergey         | Moeder van Bovary |